# Beta vulgaris
A Beta vulgaris é uma espécie de planta angiospérmica da família Amaranthaceae. É constituída por subespécies vastamente cultivadas, como a acelga ou beterraba, bem como pela variedade ancestral Beta vulgaris sub. maritima.

## Taxonomia
| Subespécie | Variedade  | Imagem | Outros nomes         |
| ---------- | ---------- | ------ | -------------------- |
| adanensis  |            |        |                      |
| maritima   |            |        | Beta maritima        |
| vulgaris   | altissima  |        | Beterraba-sacarina   |
| vulgaris   | cicla      |        | Acelga               |
| vulgaris   | crassa     |        | Beterraba forrageira |
| vulgaris   | flavescens |        | Acelga suíça         |
| vulgaris   | vulgaris   |        | Beterraba            |